# Silvio Antoniano
Silvio Antoniano, detto Poetino (Roma, 31 dicembre 1540 – Roma, 16 agosto 1603), è stato un cardinale, pedagogista e saggista italiano.

## Biografia
Silvio nasce a Roma da Matteo Antoniano (o Antoniani), agiato mercante di "pannilani" originario di Castelli in Abruzzo e nobile signore del paese (come riporta una lapide commemorativa posta sulla facciata del palazzo degli Antoniani a Castelli), e da Pace Colella di Genazzano, della Diocesi Prenestina, genitori umili nella fede e nella devozione cristiana. Appena undicenne diede prove meravigliose d'improvvisatore nella musica e poesia, onde fu soprannominato il Poetino. A sedici anni a Ferrara insegnò eloquenza e lettere; poi fu a Venezia e a Firenze. Chiamato a Roma da Pio IV, insegnò lettere nel ginnasio. Seguì poi il cardinale Carlo Borromeo a Milano; indi il cardinale Morone, legato pontificio, in Germania. Tornato a Roma, coprì alti uffici in Vaticano e nel 1599 ebbe il cappello cardinalizio. Risulta già costruita, prima di questo stesso anno, la cappella in Santa Maria in Vallicella a Roma che il cardinale aveva «eletta per la sepoltura propria, della madre e della sorella», adornata con L'adorazione dei pastori di Durante Alberti (da non confondere con l'omonima opera dello stesso autore ubicata nella Cattedrale di Borgo San Sepolcro).
Fu giudice assai severo di Torquato Tasso, la cui Gerusalemme Liberata voleva purgata in forma tale che potesse essere letta, senza pericoli, anche dalle monache; motivo per cui Tasso apprese con gioia la notizia della partenza di Antoniano per la Germania. Fu un valente rappresentante del tardo Umanesimo, e volle, come molti altri, che i giovani si creassero uno stile con l'imitazione di Cicerone. Scrisse molti carmi e orazioni in latino, ormai caduti nell'oblio; invece il suo nome fu onorato per secoli per il trattato De l'educazione cristiana e politica dei figliuoli, in tre libri, scritto ad istanza di S. Carlo Borromeo, che volle così offrire ai precettori e ai padri di famiglia una guida per l'educazione. La pubblicazione di questo manuale di pedagogia cattolica, fatta a Verona nel 1584, mentre i gesuiti preparavano la Ratio studiorum, si collega con la vasta azione scolastica svolta con passione da S. Carlo Borromeo, appena assunto all'arcivescovado di Milano, per arginare la riforma protestante, che dalle valli alpine minacciava d'invadere l'Italia e di impiantarvisi. Il libro di pedagogia cattolica di Antoniano ebbe grande successo: fu ristampato molte volte fino al 1852, e nuovamente nel 1926.
Nella dottrina pedagogica dell'Antoniano si riscontrano influssi di Plutarco, Quintiliano, Cicerone e di altri antichi; ma essa riflette in modo speciale le deliberazioni morali e educative del Concilio di Trento e della Compagnia di Gesù; ma sono pur notevoli alcuni accenni di teorie che si sono poi svolti nelle dottrine pedagogiche moderne: studio delle inclinazioni fanciullesche, allattamento materno, indurimento fisico, reazioni naturali, metodo diretto per l'insegnamento delle lingue, concentrazione dello studio del latino e dell'italiano, legge di gradazione didattica... L'Antoniano invece non comprese il valore dell'educazione della donna. Pare che da lui molto abbiano derivato i Porto-Realisti e Giovanni Battista de La Salle.

## Opere
- Silvio Antoniano, Tre libri dell'educazione christiana dei figliuoli, a cura di Alessio Figliucci, Verona, Sebastiano Dalle Donne, 1584.